# 거룩 (책)
《거룩》(holiness)은 근대 영국 성공회의 성직자였던 존 찰스 라일 주교의 20여개 설교를 묶은 설교집이다. 복있는 사람에서 출간하였고 깔뱅주의 문헌 전문 번역자인 장호준이 번역하였다. 성령에 의한 회심, 칭의론, 성서의 권위 강조로 설명되는 19세기 성공회 복음주의 운동의 성격을 잘 드러낸다.

## 목차
- 추천의 글 D. M. 로이드 존스
- 머리말
- 서론
- 1장 죄
- 2장 성화
- 3장 거룩
- 4장 싸움
- 5장 비용

6장 성장
- 7장 확신
- 8장 모세, 우리의 모범
- 9장 롯, 우리를 일깨우는 경고
- 10장 기억해야 할 여인
- 11장 그리스도인의 가장 위대한 트로피
- 12장 바다를 잠잠하게 하신 분
- 13장 그리스도가 세우신 교회
- 14장 이 땅의 교회를 향한 경고
- 15장 네가 나를 사랑하느냐
- 16장 그리스도 밖에
- 17장 영적 목마름
- 18장 측량할 수 없는 그리스도의 풍성함
- 19장 때를 분별함
- 20장 모든 것 되시는 그리스도
- 21장 거룩에 관한 로버트 트레일과 토머스 브룩스의 글
- 주